# 에드바르트 기에레크
에드바르트 기에레크(폴란드어: Edward Gierek, 1913년 1월 6일 ~ 2001년 7월 29일)는 폴란드의 공산주의자이자 정치인으로 제4대 폴란드 연합노동자당 1970년부터 1980년까지 제1서기를 지냈다.

## 청년 시절과 초기 경력
당시 러시아 제국에 속한 폴란드 입헌왕국 포롬브카(현재의 폴란드 소스노비에츠)에서 태어났다.  그의 부친, 조부와 증조부는 탄광의 광부들이었으며 전부 광산 재앙에 사망하였다.  그의 미망인이 된 모친은 그와 그의 누이를 키우는 데 열심히 일하였다. 1920년 그녀는 재혼하였고, 1923년 가족은 직업을 찾으로 프랑스로 이주하였다.  어린 에드바르트는 프랑스의 초등학교를 완료하였고, 13세의 나이에 광부로서 일하기 시작하였다.  1931년 그는 프랑스 공산당에 입당하였고, 1934년의 파업 후에 폴란드로 돌아가는 데 추방되었다.  군사 복무의 2년 후에 결혼을 하고 안정된 직업을 찾는 데 실패한 그는 다시 폴란드를 떠나 이번에는 벨기에에 있는 탄광들에서 광부로 일하였다.  거기서 그는 벨기에 공산당에 입당하였고, 독일군의 점령 동안 그는 레지스탕스 운동에 연루되었다.  1945년 친공산당 폴란드 협회에 가입하였고, 이민자 보호 조직 단체의 의장으로 선출되었다.  전쟁 전의 아무 당파들에서 연루되거나 그들의 이론적 이탈에 의하여 훼손되지 않은 젊은 근로자이자 숙련된 주최자인 기에레크는 바르샤바에 있는 폴란드 공산당 본부의 주의를 끌어들였다.  1948년 그는 폴란드로 도로 불러들여져 카토비체에서 당의 지방위원회로 지정되었다.

## 폴란드 연합노동자당 활동

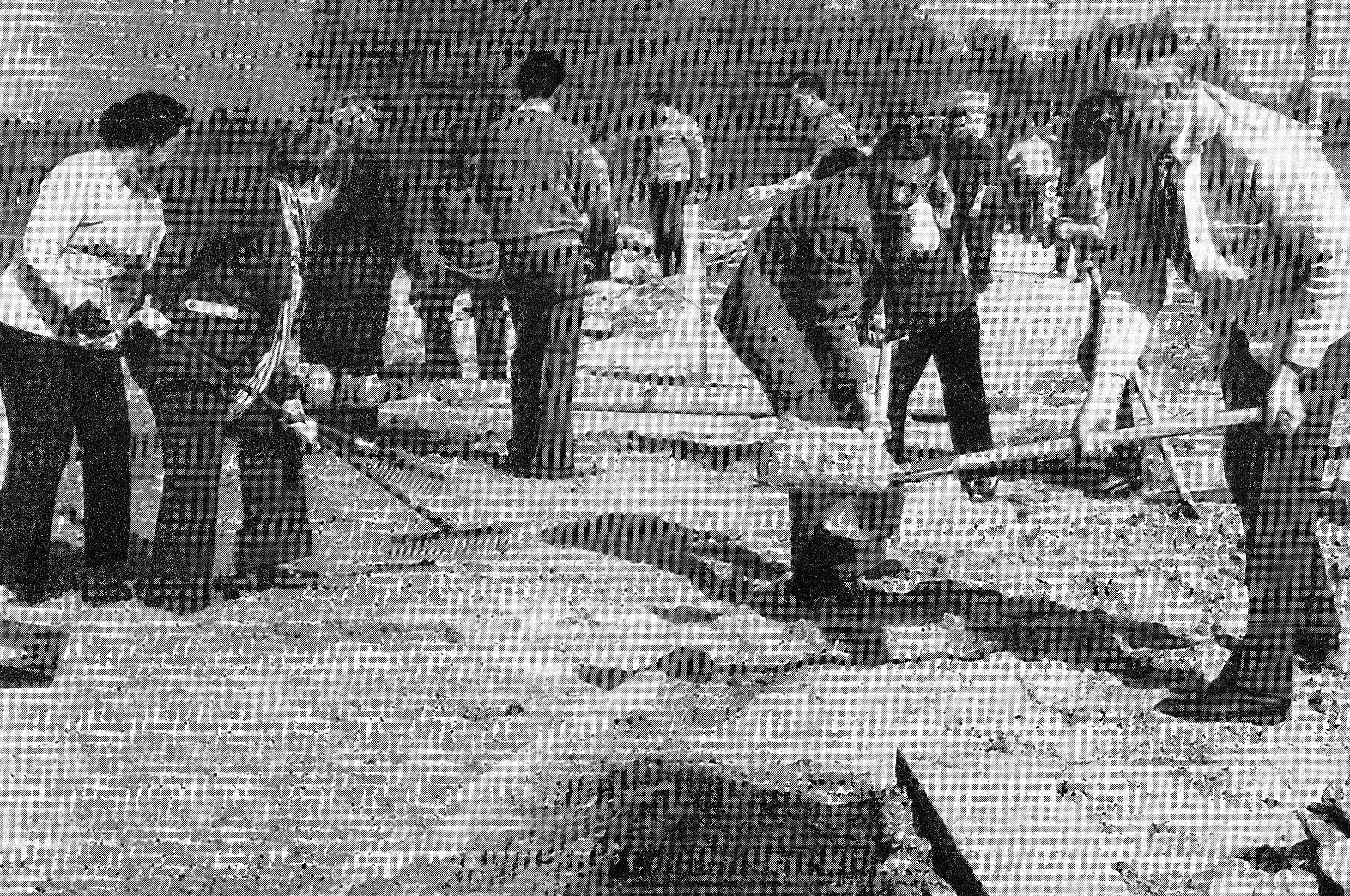
폴란드 연합노동자당 자원 봉사의 날에 공헌하는 기에레크와 부인 스타니스와바 여사

고르니 실롱스크에서 그의 광부 배경은 그에게 당의 계급들을 통하여 승진하는 도움을 주었다.  그는 중앙위원회의 일원과 1964년에 시작된 중공업을 위한 중앙위원회 부서장, 1956년 중앙위원회 서기가 되었으며 1956년 잠시 정치국의 일원을 지냈다.  1952년 폴란드 하원에서 의원이 되었다.  바르샤바에서 경력으로 그는 1957년 ~ 1970년 시기에 당의 지방위원회의 서기장으로서 돌아갔던 고르니 실롱스크를 오히려 좋아하였다.  폴란드의 이 가장 산업화된 지방에서 가장 큰 당의 조직과 함께 기에레크는 입체력의 기지를 건설하였다.  그는 실용적인 관리자로서 명성을 얻어 당내 파벌 투쟁으로부터 거리를 유지하였다.  그는 중앙 위원회 서기 직을 간직하였고, 1959년 정치국에서 자신의 의석을 사임하였다.  1968년의 학생 반란이 일어난 동안 그는 "시온주의 반대 운동"과 학생들에 보복은 물론 견고하게 브와디스와프 고무우카를 지지하였다.

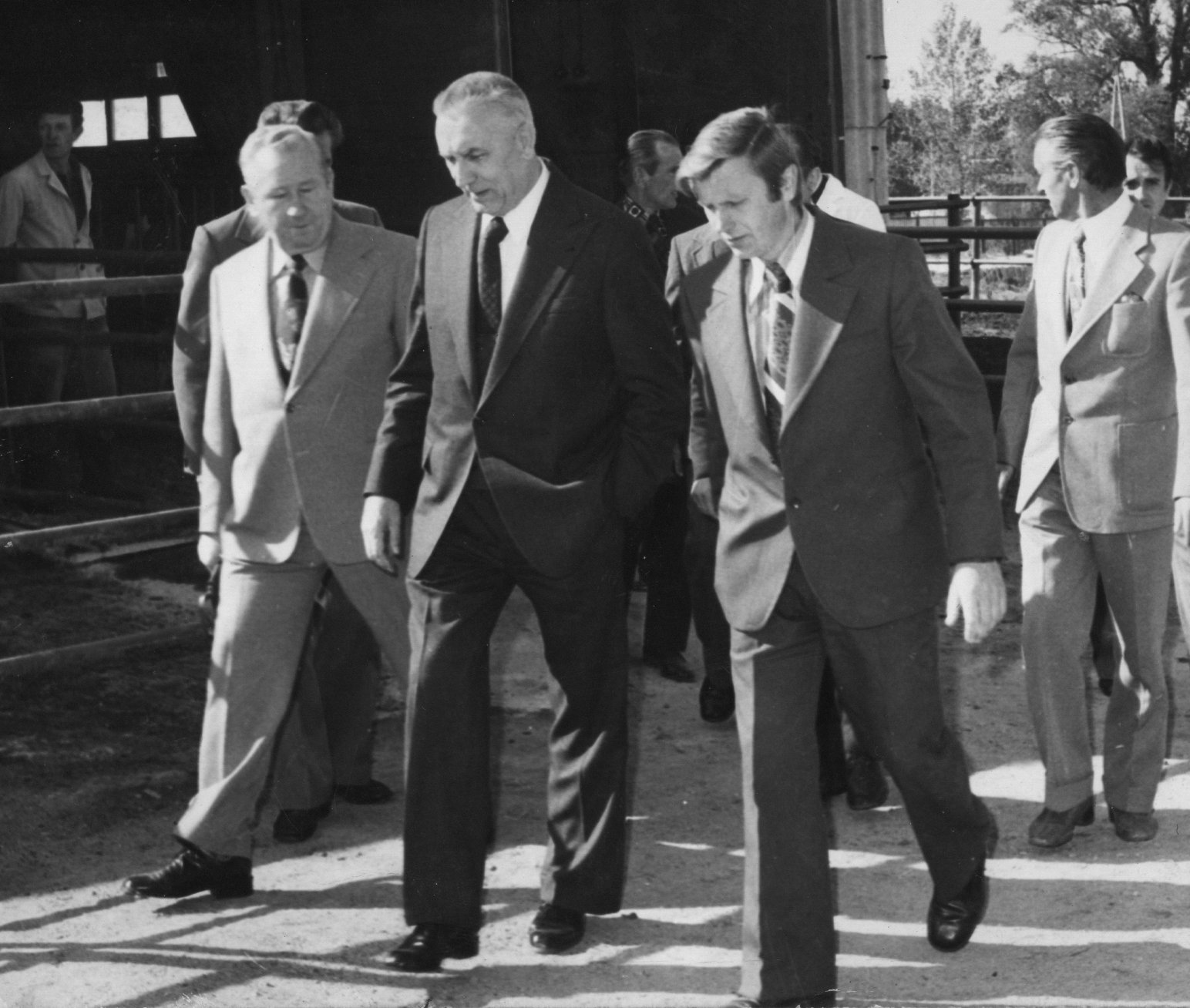
당서기장 기에레크 (왼쪽에서 두번째)

## 폴란드 통일노동자당 제1서기

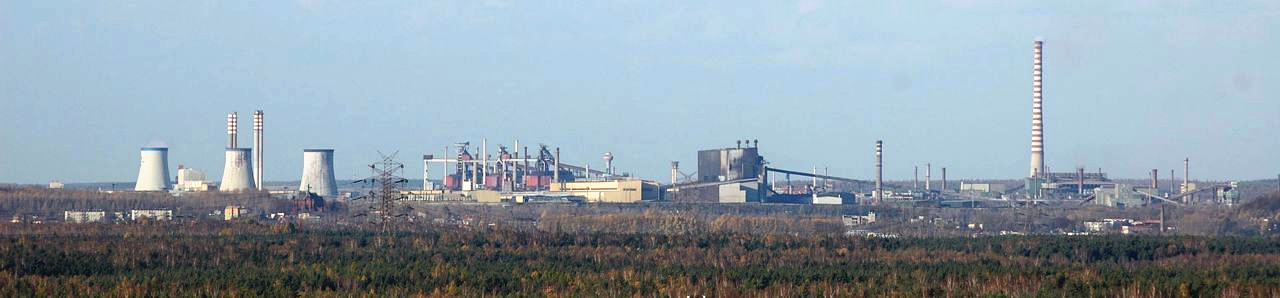
기에레크의 주요 산업 계획인 카토비체 제강소

1970년 12월 파업과 피흘리는 폭동들이 식품 가격에서 인상을 따라간 후, 기에레크는 폴란드 연합노동자당의 서기장으로서 고무우카를 대체하였다.  그는 불안을 진정시킬 수 있었고, 경제 개혁을 약속하였고, 가격 인상에서 철수하였고 더욱 젊은 전문 기술자들과 함께 당의 리더십과 정부에서 고무우카의 부하들을 대체하였다. 그들은 개인 소비에서 상당한 증가와 합친 산업적 확장과 기술의 현대화의 야망적인 계획들을 발포하였다.  투자, 임금과 소비는 사실 재빠르게 자라나기 시작하였고, 서방의 기술, 서방의 신용들의 수입과 데탕트 시대 아래 소련의 축복에 감사하였다.  기에레크는 또한 로마 가톨릭교회와 관계들을 향상시켰고 문화 정책을 자유화하였으며 서방과 더욱 많은 교제들을 위하여 허용하였다.  그는 소련의 지도자 레오니트 브레즈네프와 매우 좋은 관계들을 즐겼던 동안 서방의 수도들로 많은 방문을 하였으며 헬무트 슈미트와 발레리 지스카르 데스탱 같은 많은 서방 지도자들과 만남을 주최하였다.

지미 카터 대통령과 함께 (1977년)

아직 경제적 기적은 오래 가지 않았다.  1970년대 중반 이래 서방에서 경제적 침체와 합쳐진 구조 개혁의 결과들이 폴란드에 늘어나는 긴장들을 놓았다.  가격 인상을 포함한 경제적 기동을 통하여 상황을 보수하는 시도들은 문제들을 향상시키지 않았으나 격렬하게 억압된 1976년 폭동들을 가져왔다.  1970년대 후반을 통하여 외채, 식량 부족과 상점들의 대기열이 자라났다.  기에레크와 정권은 특히 1978년 폴란드 출신 교황 요한 바오로 2세의 선출 이래 권위를 잃고 있었다.  이제 서방의 신용에 의지한 정권은 떠오르는 야당 단체들을 용인하였다.  1980년 여름에 또다른 가격 인상이 해안 도시들에서 대량의 파업에 달한 전국을 가로질러 항의들을 시작하였다.  1970년의 피흘리는 개요를 피하는 데 당의 리더십은 파업과 독립자치노동조합 '연대'에게 권리를 포함한 파업인들의 요구들을 받아들였고, 며칠 후에 기에레크를 권력으로부터 물러나게 하였다.  그와 그의 친구들은 정치국, 중앙 위원회와 당으로부터 물러났고, 전체의 위기와 다양한 학대 혐의로 비난을 받았다.  다음해 폴란드의 군사 지도자 보이치에흐 야루젤스키가 계엄령을 소개하였을 때 그 마저 몇달간 기에레크와 그의 어떤 협력자들을 구금하였다.

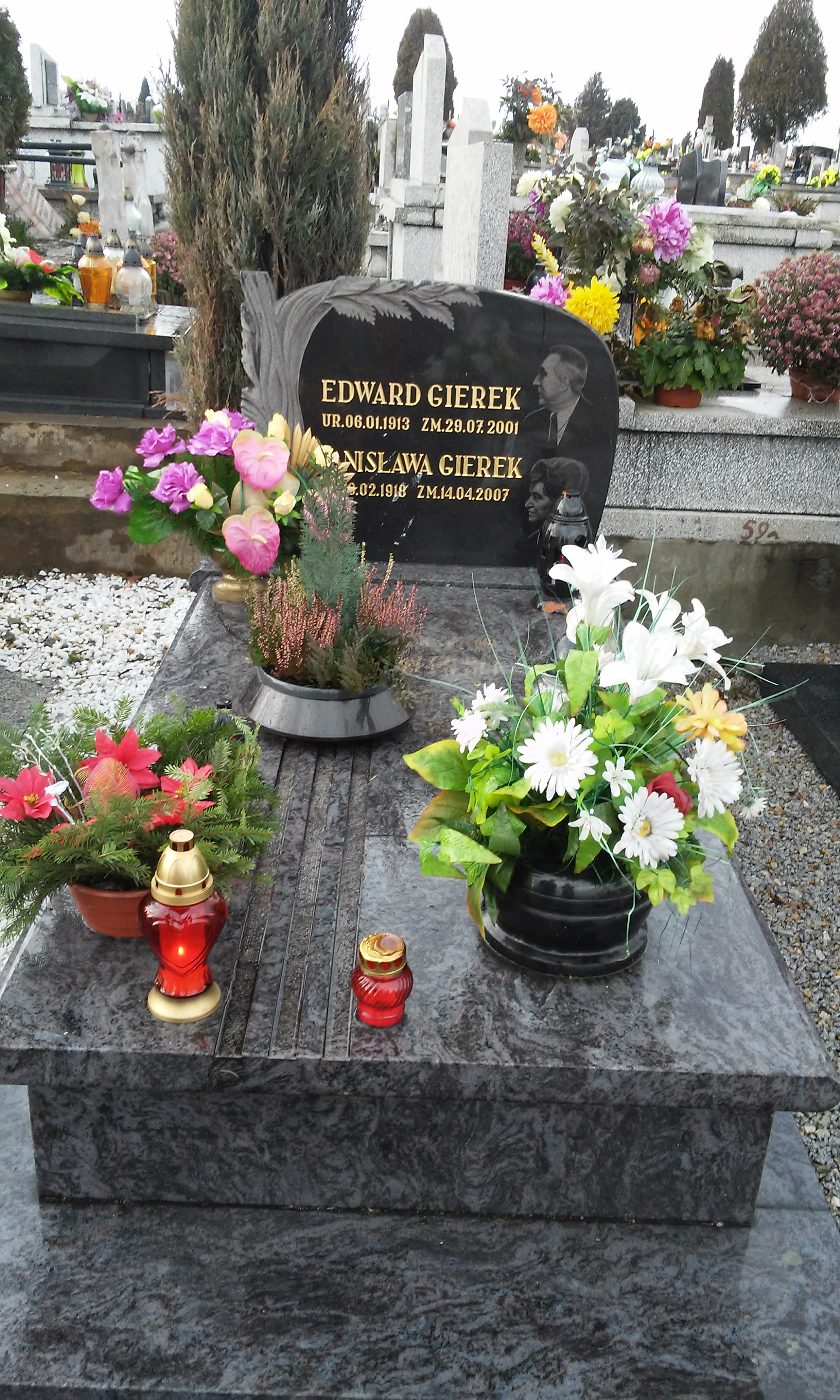
소스노비에츠에 있는 기에레크 부부의 묘비

## 이후의 생애
1980년대를 통하여 기에레크는 정치적으로 소외된 상태로 남아있었다.  1990년대에 경제적 변화의 사회적 비용이 그의 지배의 "옛날의 좋은 날들"에 관하여 많은 폴란드 국민들을 그리워하게 만들었을 때 기에레크는 폴란드가 지속적으로 갚고 있었던 빚의 경제학자들로부터 알림에 불구하고 매우 인기있던 동정을 다시 얻었다.
2001년 7월 29일 체신에서 폐암으로 사망할 때까지 기에레크는 자신의 고향 지방에서 살았으며 자신의 회고록들 〈Przewana dekada〉와 〈Replika〉 (둘다 1990년)을 발간하였다.
2004년 1970년대 폴란드 인민공화국과 에드바르트 기에레크 시대에 대한 향수를 가진 폴란드 유권자들이 에드바르트 기에레크 경제부흥운동이라는 정당을 창당했다. 이 정당은 기에레크의 경제정책을 옹호하며, 그가 정치적으로 완벽한 인간이었다고 추켜세웠다.